# Peder Lykkeberg
Peder Rudolph Lykkeberg (født 11. februar 1878 i Skanderborg, død 23. december 1944 i København) var dansk svømmer , som vandt bronze i undervandssvømning ved Sommer-OL 1900 i Paris. Han havde verdensrekorden i undervandssvømning med 80 meter. Han var bror til Holger Lykkeberg.
De olympiske svømmekonkurrencer blev afviklet i Seinen, hvor man havde anlagt et interimistisk svømmeanlæg. Fra Lykkeberg hoppede i vandet, til han dukkede op igen, gik der 90 sekunder, i særklasse den længste tid for konkurrencens 10 deltagere. Men da han havde tabt orienteringen, og derfor svømmet i rundkreds, var distancen, han havde svømmet, kun 28,5 meter. De to franskmænd Charles de Vendeville og André Six, som vandt guld- og sølvmedaljen, havde opholdt sig undervandet i henholdsvis 68,4 og 65,4 sekunder, men begge havde svømmet 60 meter, altså mere end dobbelt så langt som Lykkeberg.
Det er den eneste gang, denne konkurrenceform har optrådt på det olympiske program.
Lykkeberg var grosserer og startede 1899 Lykkebergs Fiskekonservesfabrik i Hørve med penge, han havde fået af en rig vekselerer, efter at han havde reddet denne og to andre mænd fra at drukne, da deres båd kæntrede i Furesøen.